# Konstantin Romanow (Eishockeyspieler)
Konstantin Michailowitsch Romanow (russisch Константин Михайлович Романов; * 14. März 1985 in Moskau, Russische SFSR) ist ein kasachisch-russischer Eishockeyspieler, der seit 2017 beim HK Ertis Pawlodar in der kasachischen Eishockeymeisterschaft unter Vertrag steht.

## Karriere
Konstantin Romanow begann seine Karriere als Eishockeyspieler in der Jugend des HK Dynamo Moskau, für dessen Profimannschaft er in der Saison 2004/05 sein Debüt in der russischen Superliga gab, wobei er in seinem Rookiejahr auf Anhieb Russischer Meister wurde. Zum Titelgewinn trug der Angreifer mit fünf Scorerpunkten in 30 Spielen bei. Auf europäischer Ebene gewann er mit Dynamo 2006 den IIHF European Champions Cup, in dessen Finale er sich mit seiner Mannschaft gegen Kärpät Oulu aus der finnischen SM-liiga durchsetzte. Im Sommer 2008 wurde Romanow von Barys Astana aus der neu gegründeten Kontinentalen Hockey-Liga verpflichtet, blieb in der Saison 2008/09 allerdings ohne KHL-Einsatz für die Kasachen. Dies sollte sich in den Folgejahren ändern: Bis 2016 absolvierte er (inklusive Playoffs) mehr als 250 Spiele für seine Mannschaft. Nach der Saison 2015/16 erhielt er keine weitere Vertragsverlängerung und wechselte zu Torpedo Ust-Kamenogorsk, wo er sowohl in der Wysschaja Hockey-Liga, als auch in der kasachischen Eishockeymeisterschaft spielte. 2017 zog es hn weiter zum HK Ertis Pawlodar, der ebenfalls in der kasachischen Meisterschaft spielt.

### International
Für Kasachstan nahm Romanow an der Weltmeisterschaft der Division I 2011 teil, bei der er mit seiner Mannschaft den Aufstieg in die Top-Division erreichte. Im Folgejahr konnte er bei der WM in Finnland und Schweden mit seiner Mannschaft den Abstieg jedoch nicht vermeiden. Der erneute Anlauf in der Gruppe A der Division I der WM 2013 war erfolgreich: Auch dank dreier Tore von Romanow – gleich zwei beim 5:2-Auftaktsieg gegen Japan und eines beim 5:0-Erfolg gegen den späteren Absteiger Großbritannien – gelang den Asiaten als Gruppensieger die sofortige Rückkehr ins Oberhaus der Eishockey-Weltmeisterschaften. Zuvor hatte er im Februar 2013 bereits an der Qualifikation für die Olympischen Winterspiele 2014 teilgenommen, war hier jedoch mit der kasachischen Mannschaft an Lettland gescheitert, gegen das das entscheidende Spiel mit 2:3 verloren wurde. 2014 spielte er mit den Kasachen wieder in der Top-Division, konnte aber erneut den Klassenerhalt nicht erreichen.

## Erfolge und Auszeichnungen
- 2005 Russischer Meister mit dem HK Dynamo Moskau
- 2006 IIHF-European-Champions-Cup-Gewinn mit dem HK Dynamo Moskau
- 2011 Aufstieg in die Top-Division bei der Weltmeisterschaft der Division I, Gruppe B
- 2013 Aufstieg in die Top-Division bei der Weltmeisterschaft der Division I, Gruppe A

## Statistik
(Stand: Ende der Saison 2015/16)